# Filipendula occidentalis
Filipendula occidentalis là loài thực vật có hoa trong họ Hoa hồng. Loài này được (S. Watson) Howell mô tả khoa học đầu tiên năm 1898.